# 皇城新聞
皇城新聞（：／ Hwangseong sinmun ?）是存在於1898年（光武2年）至1910年（隆熙4年）的韓國報紙，韩国独立协会的机关报，共出版13年、3,470刊。該報社的主要人物是韓國啓蒙運動家南宮檍和政治家羅壽淵:66-67
1905年（光武9年）11月17日大韓帝國與日本帝國簽訂乙巳條約（又名第二次韓日協約）後，社长張志淵的社論《是日也放聲大哭》，皇城新聞也因刊登此文而遭停刊，直到1906年2月復刊。據說皇城新聞每刊可以賣出3,000刊以上。1910年8月停刊。:68-69
韩国著名思想家、独立运动家朴殷植曾担任该报主编。后因发表反日文章而被捕。1906年《皇城新闻》复刊后，朴殷植任总编。:66-69

## 主筆
- 柳瑾
- 申采浩
- 朴殷植
- 張志淵